# Kościół św. Bartłomieja Apostoła w Sępólnie Krajeńskim
Kościół Świętego Bartłomieja Apostoła w Sępólnie Krajeńskim – rzymskokatolicki kościół parafialny w Sępólnie Krajeńskim, w powiecie sępoleńskim, w województwie kujawsko-pomorskim. Mieści się przy ulicy Farnej. Należy do dekanatu Sępólno Krajeńskie.

## Historia
Obecna świątynia została wybudowana w latach 1789–1803 przez mistrza murarskiego Jana Ludwika Vasentina z Debrzna, przy współudziale miejscowego proboszcza Jakuba Ettera i G. Dubińskiego, przewodniczącego rady parafialnej. Budowla odnowiona została w 1901 roku, a w latach 1926–1927 została rozbudowana przez dobudowę przęsła i wieży od strony zachodniej. W XX stuleciu kilkakrotnie była remontowana, największy remont został przeprowadzony w 1960 roku, kiedy to odnowiono i wymalowano wnętrze budowli. Polichromia została wykonana przez malarzy Delińskiego i Niemczyka. Ukazuje ona w centrum wniebowstąpienie Jezusa, natomiast z lewej i prawej strony mieszczą się malowidła przedstawiające jego cuda i nauczanie. Poświęcił ją w dniu 27 sierpnia 1961 roku biskup chełmiński ksiądz Kazimierz Józef Kowalski (w pamiątkowej notatce zapisano, że odbyło się to z okazji 600-lecia istnienia świątyni parafialnej pod wezwaniem św. Bartłomieja).

## Architektura
Jest to budowla o jednej nawie, orientowana, murowana z cegły. Posiada skromne cechy stylu klasycystycznego i wieżę w stylu neobarokowym. Prezbiterium o jednym przęśle, zamknięte ścianą prostą, z zakrystią na osi. Szersza nawa prostokątna, o czterech przęsłach, z wieżą od strony zachodniej, po bokach której mieszczą się dobudówki mieszczące kruchtę i klatkę schodową. W prezbiterium znajduje się sklepienie kolebkowe z łukiem obniżonym, w zakrystii kolebkowo-krzyżowe. Nawa pokryta jest pozorną, spłaszczoną kolebką. Tęcza jest zamknięta łukiem odcinkowym, zaakcentowana uskokiem. Okna są zamknięte półkoliście, znajdują się w głębokich wnękach, przedłużonych do posadzki, zamkniętych odcinkowo. Na zewnątrz podziały ścian są ramowe, obramienia okien są opaskowe z kluczami. Szczyty w kształcie trójkąta, w szczycie nad prezbiterium znajduje się krzyż Bożogrobców wykonany w tynku. W niszach elewacji zachodniej znajdują się rzeźby Najświętszej Maryi Panny z Dzieciątkiem, barokowe z XVIII stulecia oraz św. Franciszka z Asyżu z XIX stulecia. Dach siodłowy z jedną kalenicą, nad zakrystią trójspadowy, jest pokryty dachówką.

## Wyposażenie

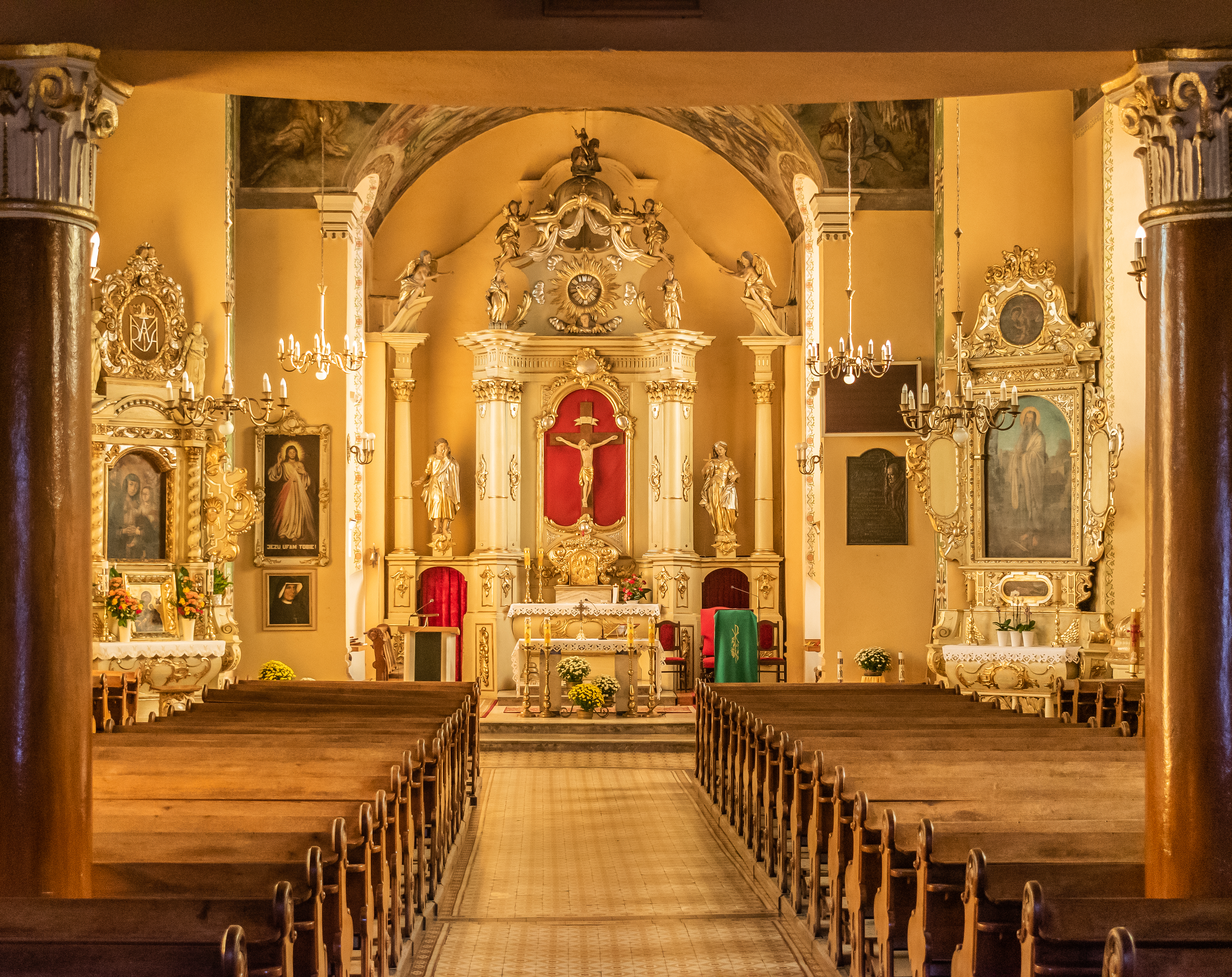
Wnętrze (2021)

Wystrój wnętrza świątyni to mieszkanka stylów: późnorenesansowego, barokowego i rokokowo-klasycystycznego, z okresu od XVII stulecia do początku XIX stulecia. Ołtarz główny reprezentuje styl rokokowo-klasycystyczny z przełomu XVIII/XIX stulecia, lekko wklęsły, z bramkami, nad którymi mieszczą się rzeźby św. Heleny i św. Jana Ewangelisty; w zakończeniu znajduje się rzeźbiona grupa Najświętszej Maryi Panny i św. Jana adorujących serce gorejące oraz rzeźba św. Jerzego, prawdopodobnie z XVII stulecia. Lewy ołtarz boczny znajduje się przy tęczy i reprezentuje styl późnorenesansowy, został wykonany w 1637 roku, przekształcony w XVIII/XIX stuleciu poprzez dodanie kręconych kolumn i zakończenia; w nim mieści się obraz współczesny Najświętszej Maryi Panny z Dzieciątkiem, w sukience drewnianej, z XVIII stulecia, poza tym dwie rzeźby nierozpoznanych świętych z XVIII stulecia, mensa w stylu rokokowym. Prawy ołtarz boczny znajduje się przy tęczy i reprezentuje styl późnorenesansowy z 1637 roku, z zakończeniem z przełomu XVIII/XIX stulecia, w predelli znajduje się malowane, współczesne przedstawienie Jezusa w grobie; w zakończeniu mieści się obraz niezidentyfikowanego świętego, w stylu barokowym z XVII/XVIII stulecia, w kształcie owalu, mensa reprezentuje styl rokokowy. Ołtarz przy elewacji północnej posiada obraz z podobizną Jezusa Ukrzyżowanego, pierwotnie był on prawdopodobnie tłem rzeźbionego krucyfiksu, w stylu barokowym z XVII stulecia, restaurowany w 1821 roku.